# 哈立德·巴拉米尔
哈立德·巴拉米尔（土耳其語：Halit Balamir，1922年—2009年3月2日），土耳其男子摔跤运动员。他曾代表土耳其参加1948年夏季奥林匹克运动会摔跤比赛，获得男子自由式蝇量级银牌。